# Ministerpräsident der Niederlande
Der Ministerpräsident der Niederlande (niederländisch Minister-president van Nederland) ist der Regierungschef der Niederlande. Obwohl der König de jure das oberste Regierungsamt innehat, übernimmt der Ministerpräsident de facto diese Rolle, da der Amtsinhaber den Ministerrat leitet und dessen Politik mit dem übrigen Kabinett koordiniert.
Amtierender Ministerpräsident ist seit dem 2. Juli 2024 Dick Schoof.

## Geschichte
Nach und nach entwickelte sich der Ministerpräsident zu einer offiziellen Funktion des Regierungsführers, die vom politischen Führer der größten Partei übernommen wurde. Seit 1845 ist die Rolle des ersten Ministers relevant. In diesem Jahr wurde die Verfassung der Niederlande dahingehend geändert, dass die Minister dem Parlament und nicht länger dem König verantwortlich sind, der als Kabinettsleiter fungierte. Bis 1901 rotierte der Vorsitz des Ministerrats offiziell zwischen den Ministern. Zwischen 1901 und 1945 rotierte die Position formal weiterhin, aber prominente Politiker konnten einen vierjährigen Rotationszeitraum beanspruchen.
1937 wurde ein eigenes Ministerium für Allgemeine Angelegenheiten geschaffen, das informell mit dem Ministerpräsidenten verbunden war. Barend Biesheuvel (1971–1974) war der letzte Ministerpräsident, der nicht der politische Führer der größten Partei im Kabinett war; er war tatsächlich der drittgrößte. Im Jahr 1983 wurde die Funktion des Ministerpräsidenten in der Verfassung festgelegt.
Die Position des Ministerpräsidenten wurde durch die Schaffung des Europäischen Rates gestärkt. Im November 2006 wurden die Geschäftsordnungsregeln des Ministerrats geändert, um es dem Ministerpräsidenten zu ermöglichen, jedes Thema auf die Tagesordnung des Rates zu setzen und nicht mehr auf die Initiative eines Ministers warten zu müssen. Eine Änderung der Geschäftsordnungsregeln des Kabinetts im Juli 2008 ermöglichte es dem Ministerpräsidenten auch, andere Minister in Fragen der Kosten des Königshauses anzuleiten, die von mehreren Ministerien getragen werden.

## Aufgaben
Obwohl der Ministerpräsident die führende politische Figur der Niederlande und Inhaber des de facto höchsten Amtes ist, verfügt er nicht über die gleiche Machtfülle wie zum Beispiel der britische Premierminister und der deutsche Bundeskanzler. Dies liegt hauptsächlich daran, dass historisch gesehen alle niederländischen Minister dem Monarchen verantwortlich waren; die Minister wechselten sich im Amt des Ministerpräsidenten ab und hatten in dieser Funktion nur wenig oder gar keine Kontrolle über die anderen Minister. Die Rolle des Ministerpräsidenten gewann an Bedeutung, als die Minister dem Parlament verantwortlich wurden und die Position größtenteils für den Vorsitzenden der größten politischen Partei in der Zweiten Kammer reserviert wurde. Da die Position jedoch im Vergleich zu ihren Pendants in anderen benachbarten parlamentarischen Demokratien begrenzte Befugnisse hat, wird die Rolle des Ministerpräsidenten als primus inter pares („Erster unter Gleichen“) beschrieben.

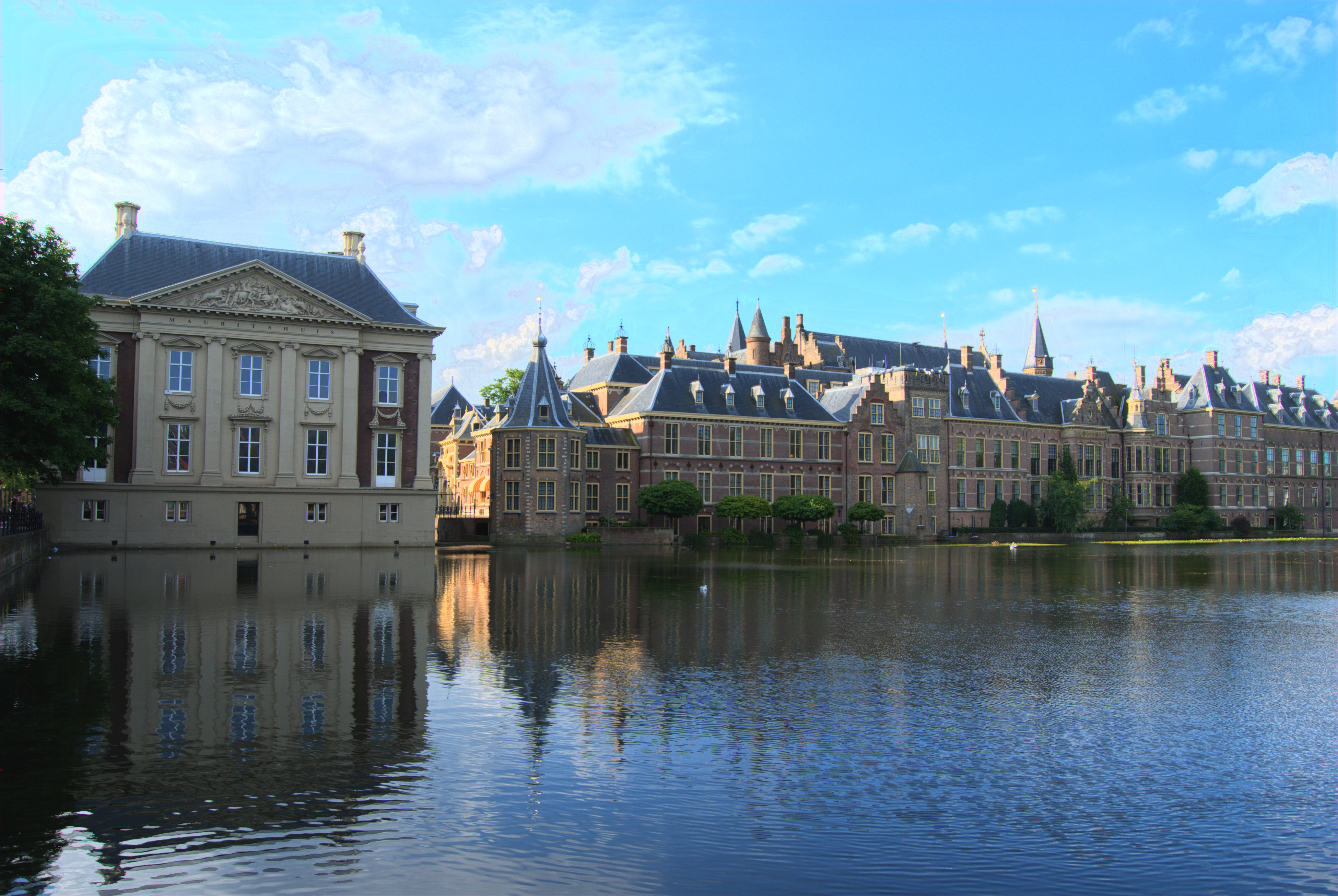
Das Ministerium für Allgemeine Angelegenheiten am Binnenhof in Den Haag. Das Büro des Ministerpräsidenten, „Het Torentje“, ist der zentrumslinke achteckige Turm.

Nach der Verfassungsreform von 1983 wurde die Position des Ministerpräsidenten erstmals in der niederländischen Verfassung verankert. Gemäß der Verfassung der Niederlande setzt sich die Regierung aus dem König und den Ministern zusammen. Die Verfassung sieht vor, dass der Ministerpräsident den Ministerrat leitet (Artikel 45) und durch königlichen Erlass ernannt wird (Artikel 43). Der königliche Erlass über seine eigene Ernennung und die der anderen Minister muss vom Ministerpräsidenten gegenzeichnet werden (Artikel 48). Am Ministerrat nimmt der König heutzutage nicht mehr teil.
Der Ministerpräsident leitet die wöchentlichen Sitzungen des Ministerrats und hat die Befugnis, die Tagesordnung dieser Sitzungen festzulegen. Der Ministerpräsident ist auch Minister für Allgemeine Angelegenheiten (Minister van Algemene Zaken), was eine wichtige Rolle bei der Koordinierung der Politik spielt, und ist für den Regierungsinformationsdienst (niederländisch: Rijksvoorlichtingsdienst) verantwortlich.
Der Ministerpräsident ist auch für das Königshaus zuständig und hat wöchentliche Treffen mit dem König zur Regierungspolitik. Informell fungiert der Ministerpräsident als „Gesicht“ des Kabinetts gegenüber der Öffentlichkeit. Nach den Kabinettssitzungen am Freitag veranstaltet der Ministerpräsident eine Pressekonferenz über die Entscheidungen des Kabinetts und aktuelle Ereignisse. Der Ministerpräsident hat auch einige Funktionen in internationalen Angelegenheiten, nimmt alle sechs Monate am Europäischen Rat teil und pflegt bilaterale Kontakte. Das Büro des Ministerpräsidenten befindet sich seit den 1980er-Jahren in einem achteckigen Turm namens „Der kleine Turm“ (Torentje) im Binnenhof in Den Haag. Der offizielle Wohnsitz (der nur für offizielle Funktionen genutzt wird) ist das Catshuis; der letzte Ministerpräsident, der im Catshuis wohnte, war Dries van Agt. Der derzeitige Amtsinhaber Mark Rutte wohnt in einer Wohnung im Zentrum von Den Haag. Der Ministerpräsident verfügt über einen Sicherheitsdienst, und 2021 wurde sein Personenschutz aufgrund von Entführungsgefahr verstärkt.
Obwohl der Ministerpräsident fast immer der politische Führer seiner Partei ist und als Mitglied der Zweiten Kammer gewählt wird, muss er während seiner Amtszeit sein Mandat aufgeben, da niederländische Minister keine Abgeordneten sein dürfen.

### Ernennung
Das niederländische Wahlsystem macht es praktisch unmöglich, dass eine Partei eine absolute Mehrheit in der Zweiten Kammer gewinnt; seit 1900 hat dies keine Partei mehr geschafft. Daher sind niederländische Regierungen immer Koalitionen zwischen zwei oder mehr Parteien. Nach jeder Wahl ernennt die Zweite Kammer einen „Scout“, der Ratschläge zur Interpretation der Wahlergebnisse einholt. Auf der Grundlage dieser Ratschläge ernennt die Kammer einen Informateur, der potenzielle Koalitionen überprüft und die Verhandlungen zwischen den möglichen Partnern leitet. Wenn dies erfolgreich ist, ernennt die Kammer einen Formateur, der die Gespräche zwischen den Mitgliedern der möglichen Koalition abschließt. Der Formateur ist fast immer der Vorsitzende der größten Partei in der potenziellen Koalition und damit de facto designierter Ministerpräsident. Vor 2012 hatte der Monarch eine bedeutende Rolle in diesen Gesprächen, aber Reformen im Jahr 2012 haben den königlichen Einfluss auf den Prozess weitgehend beseitigt.
In der Regel dauert es mehrere Monate, bis ein Formateur bereit ist, eine formelle königliche Einladung zur Regierungsbildung anzunehmen. Der Monarch ernennt dann die Minister und Staatssekretäre (Juniorminister), die daraufhin ihre Sitze in der Zweiten Kammer aufgeben.
Ein Minister der kleineren Koalitionspartei wird in der Regel stellvertretender Ministerpräsident der Niederlande. Wenn es eine dritte oder vierte Partei in der Koalition gibt, hat jede das Recht, einen ihrer Minister als zweiten bzw. dritten stellvertretenden Ministerpräsidenten zu benennen.

### Stellvertreter
Der König ernennt die stellvertretenden Ministerpräsidenten. Üblicherweise erhält jede der kleineren Koalitionsparteien einen stellvertretenden Ministerpräsidenten; sie werden nach der Größe ihrer jeweiligen Parteien eingestuft. Der anwesende ranghöchste stellvertretende Ministerpräsident leitet die Kabinettssitzung, wenn der Ministerpräsident abwesend ist. Im aktuellen Kabinett Schoof leitet Fleur Agema diese Sitzungen als erste stellvertretende Ministerpräsidentin der Niederlande; die anderen Stellvertreter sind Sophie Hermans, Eddy van Hijum und Mona Keijzer. Das älteste Mitglied des Kabinetts leitet die Sitzung, wenn der Ministerpräsident und alle stellvertretenden Ministerpräsidenten abwesend sind.

### Königreich der Niederlande
Der Ministerpräsident ist auch Vorsitzender des Ministerrats des Königreichs der Niederlande und befasst sich daher auch mit Angelegenheiten, die die anderen Länder Aruba, Curaçao und Sint Maarten im Königreich betreffen. Die unabhängigen Kabinette von Aruba, Curaçao und Sint Maarten haben ebenfalls ihre eigenen Ministerpräsidenten: Evelyn Wever-Croes (Ministerpräsidentin von Aruba), Gilmar Pisas (Ministerpräsident von Curaçao) und Silveria Jacobs (Ministerpräsidentin von Sint Maarten). Der Ministerrat des Königreichs der Niederlande umfasst bevollmächtigte Minister aus den anderen Ländern des Königreichs. Diese sind nicht Teil der Regierung des Königreichs.